# ابن رقعمق
احمد بن محمد انطاکی (؟ -۱۰۰۹) شناخته‌شده با کنیه تحقیرآمیز و کوچک‌شمردهٔ ابن رَقَعمَق یا ابوالرقعمق شاعر هزل‌سرا، مدح‌گو، رثا و غزل‌سرای عرب در سدهٔ چهارم قمری بود. ابومنصور ثعالبی در یتیمة الدهر به شرح حال او پرداخته و چهار صد و نود و چهار بیت از سروده‌های او را یاد کرده و او را ستوده است. او آشکار حتی نزد حاکم بامرالله به هزل‌گویی و سخره‌سرایی می‌پرداخته است.